# Thais Matarazzo

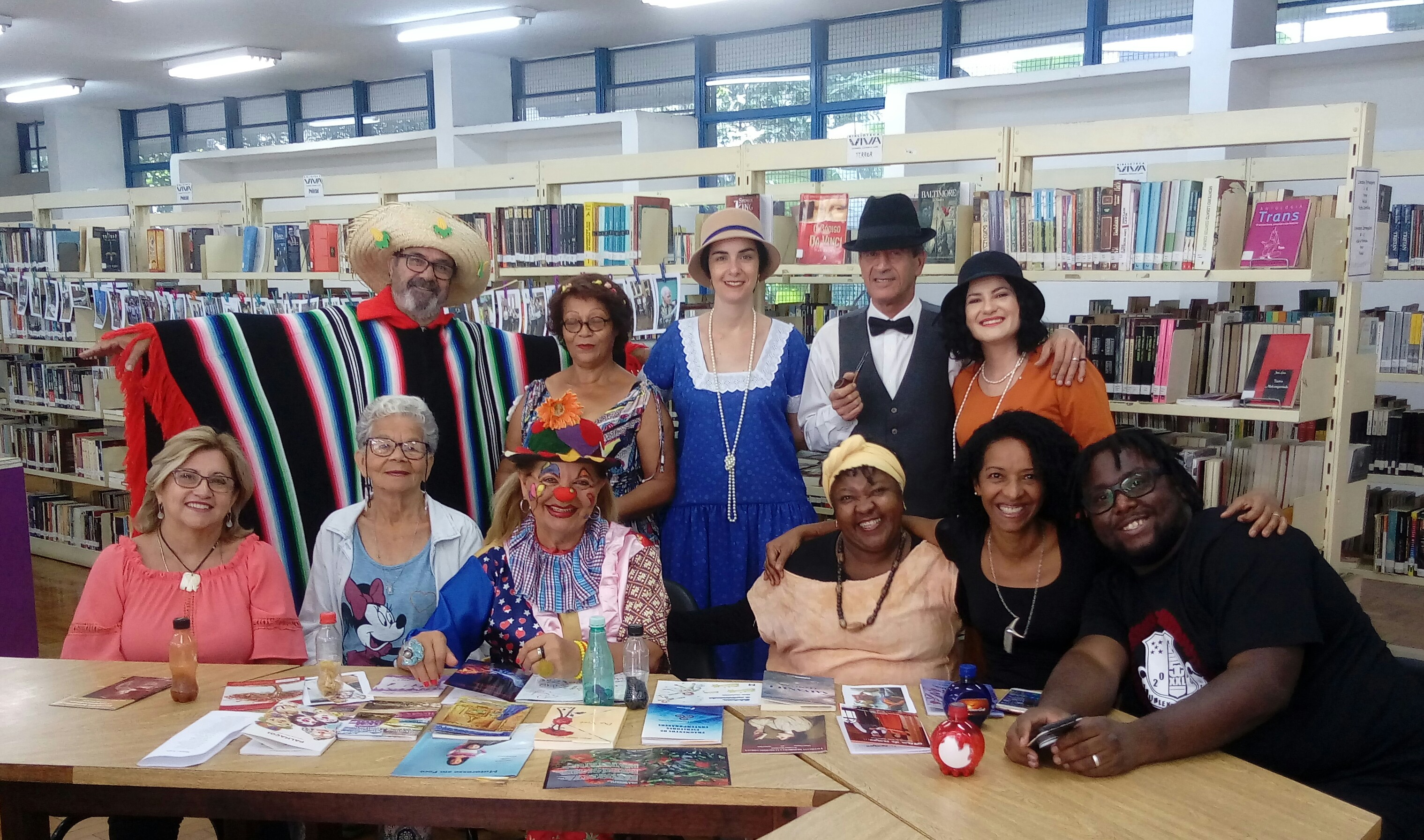
Coletivo São Paulo de Literatura em 2020

Thais Matarazzo (São Paulo, 30 de maio de 1982 – 11 de janeiro de 2023) era uma jornalista, escritora e editora brasileira, pesquisadora de música popular brasileira e portuguesa. 
Thais Matarazzo é paulistana da Bela Vista, 37 anos, jornalista, escritora, pesquisadora cultural, e palestrante. Proprietária da Editora Matarazzo, fundada em março de 2015, e atualmente com mais de 170 livros publicados. Concedeu oportunidades e revelou dezenas de novos escritores. É editora do jornal Matarazzo em Foco e da revista Escritores brasileiros contemporâneos, voltada para literatura e as artes independentes.
É apaixonada por literatura, poesia, história e música desde a infância. Foi a música que a levou a produzir suas primeiras investigações históricas e posteriormente a realização dos primeiros trabalhos literários. A partir de 1999, Thais passou a realizar intensas pesquisas em materiais primários da época nas bibliotecas e arquivos públicos de São Paulo e Rio de Janeiro. Realizou dezenas de entrevistas com artistas da era de “ouro do rádio”, todo o resultado deste trabalho, feito com amor e carinho, foi publicado nos seus primeiros livros.
Aos 18 anos escreveu seus primeiros poemas, quando era estudante da Universidade Presbiteriana Mackenzie, em São Paulo. Naquela instituição, no Centro Acadêmico Horário Lane, iniciou a sua atividade jornalística ao participar como repórter do jornal “O Picareta” em 2001. Neste período conheceu a escritora Tatiana Belinky, personalidade importante que a incentivou a ingressar no “mundo das letras” sem receio. Indica também como estimuladores o poeta Paulo Bomfim, o jornalista Adauri Alves, e seus pais, Maria Matarazzo e Gilberto Cantero.
Acredita que o livro é uma chave que abre portas: a edição do seu quinto volume, “O Fado no Brasil: artistas e memórias” a levou para além-mar em outubro de 2013. Foi convidada a participar do “Congresso da Mulher Migrante”, evento internacional, que contou com representantes de todo o mundo, patrocinado pelo Ministério dos Negócios Estrangeiros de Portugal. Foi um marco importantíssimo na carreira de Thais Matarazzo.
Organizou, em 2017, o projeto internacional “Cá entre nós: Brasil & Portugal”, pela editora Matarazzo, que contemplou escritores e poetas brasileiros, portugueses e angolanos em três livros, com lançamentos nas cidades de São Paulo, Rio de Janeiro, Lisboa e Porto.
Autora de mais 26 livros publicados no Brasil e em Portugal. São títulos de crônicas, contos, memórias e sobre história do rádio e da música popular brasileira.
É membro fundadora do Coletivo São Paulo de Literatura, junto com Ana Jalloul, Gilberto Cantero e Ricardo Cardoso. O Coletivo realiza trabalhos sociais, literários e culturais nas ruas, periferias, entidades, bibliotecas públicas, e em múltiplos equipamentos de cultura.
É membro correspondente da Academia Taubateana de Letras, ATL.
Estreou como ficcionista em 2018, sendo que os dois volumes da obra “Abandonados na Roda: destinos”, com ilustrações Camila Giudice, são títulos que foram de encontro com a sensibilidade do público leitor: trata-se de uma amálgama ficção e de pesquisa histórica realizada nos “Livros de Matrículas dos Expostos”, pertencentes ao Museu da Santa Casa de São Paulo.
No mês de fevereiro de 2020, o jornalista Ignácio de Loyola Brandão destacou em sua coluna no “Estadão” o livro “Giro Noturno: fragmentos das noites paulistanas”, de Thais Matarazzo, obra que focaliza as boates da cidade nos anos 1950 e 60 inspirada nas publicações do comendador Egas Muniz, o “confidente da noite”, conforme afirmou Brandão.
Idealizou, organizou e promoveu ciclos de conferências, palestras, concursos poéticos, saraus, lançamentos de livros, e participou de dezenas de bienais, festas e feiras literárias e outras atividades artísticas em todo o país e em Portugal.